# Labocania
Labocania — рід хижих тероподних динозаврів із невизначеною спорідненістю з Нижньої Каліфорнії, Мексика, який жив 73 мільйони років тому, на кампанійській стадії пізнього крейдяного періоду. Хоча його точні розміри важко встановити, Labocania, ймовірно, була хижакою середнього розміру, довжиною близько шести метрів. У 2010 році Грегорі С. Пол оцінив його довжину в 7 метрів, а вагу в 1,5 тонни. У 2016 році Моліна-Перез і Ларраменді дали вищу оцінку 8,2 метра і 2,6 тонни. Черепні елементи дуже міцні, особливо лобові сильно потовщені. Зуби верхньої щелепи поступово загнуті назад і досить плоскі, з передщелепної кістки — не мають D-подібного поперечного перерізу.